# Quinto Publílio Filão
Quinto Publílio Filão (em latim: Quintus Publilius Philo) foi um político da gente Publília nos primeiros anos da República Romana eleito cônsul por quatro vezes, em 339, 327, 320 e 315 a.C., com Tibério Emílio Mamercino, Lúcio Cornélio Lêntulo, Lúcio Papírio Cursor duas vezes, respectivamente. Foi também ditador em 339 a.C..

## Primeiro consulado e ditadura (339 a.C.)
Foi eleito cônsul em 339 a.C. com Tibério Emílio Mamercino. No contexto da Segunda Guerra Latina, os dois cônsules conduziram os romanos à vitória contra os latinos na planície Fenectana. Em seguida, Tito Emílio, que estava ocupado em cercar Pedo, retornou a Roma e soube que ao seu colega foi concedida a honra de um triunfo e exigiu que a mesma honra lhe fosse concedida. Quando o Senado se negou, Tito Emílio nomeou Quinto Publílio, que era um plebeu, ditator. Lívio o acusa de ter pensado acima de tudo em sua agenda pessoal e nos interesses de sua própria facção.

### Leges Publiliae
Quinto Publílio, como ditador, nomeou Décimo Júnio Bruto Esceva como seu mestre da cavalaria e propôs as célebres Leges Publiliae, que, para todos os fins práticos, igualaram plebeus e patrícios. Aparentemente esperava-se uma grande oposição por parte dos patrícios, o que teria motivado a elevação de Filão ao cargo de ditador para que pudesse levar as propostas à frente. Como não podia haver uma nomeação à ditadura sem a aprovação do Senado, Niebuhr deduziu que, com grande probabilidade, as Leges Publiliae foram apresentadas já com a aprovação senatorial.
Segundo Lívio, havia três. A primeira afirmava que "os plebiscitos deveriam obrigar a todos os “quirites”" ("ut omnes plebiscitos Quirites tenerent"), que tem a mesma finalidade que a posterior Lex Hortensia. A segunda, "ut legum, quae comitiis centuriatis ferrentur, pactum Patres ante suffragium Auctores fierent". Por "patres" Lívio entende "cúria", a assembleia dos patrícios, e, por isto, esta lei contemplava que as cúrias deveriam confirmar os resultados das votações de todas as leis apresentadas perante a assembleia das centúrias, da qual participavam patrícios e plebeus. Na prática, o veto das cúrias à promulgação de leis pelas centúrias foi abolido. A terceira contemplava que um dos censores deveria necessariamente ser plebeu. Niebuhr conjectura ainda se não haveria uma quarta lei, contemplando que, em anos alternados, o pretor deveria ser plebeu.

## Anos intermediários
Dois anos mais tarde, em 337 a.C., durante o consulado de Caio Sulpício Longo e Públio Élio Peto, foi o primeiro plebeu a conseguir o cargo de pretor, apesar da intensa oposição do Senado. Em 335 a.C., foi escolhido mestre da cavalaria (magister equitum) pelo ditador Lúcio Emílio Mamercino Privernato, nomeado para garantir a eleição consular do ano seguinte.
Em 332 a.C., foi censor com Espúrio Postúmio Albino Caudino, que instituíram duas novas tribos, Mecia e Scapzia. Neste mesmo ano, os habitantes de Acerra foram franqueados cidadãos romanos.

## Segundo consulado (327 a.C.)
Quinto Publílio foi eleito cônsul novamente em 327 a.C. com Lúcio Cornélio Lêntulo. Recebeu o comando do exército que estava cercando Neápolis enquanto Lúcio Cornélio invadia o território de seus aliados samnitas.  Depois das eleições de dois novos cônsules, os dois receberam poderes proconsulares para poder continuar suas campanhas através de uma consulta ao Senado e um plebiscito, a primeira vez na história de Roma que pessoas foram investidas com o poder proconsular. A cidade se rendeu no ano seguinte graças à traição de dois de seus principais habitantes, que atraíram a guarnição samnita para fora da cidade e abriram os portões aos romanos, o que valeu a Quinto Publílio seu segundo triunfo. No ano seguinte, iniciou a Segunda Guerra Samnita.

## Terceiro consulado (320 a.C.)
Em 320 a.C., foi eleito novamente, desta vez com Lúcio Papírio Cursor, ano seguinte da vergonhosa rendição na Batalha das Forcas Caudinas. Os dois cônsules, com o exército, retornaram ao local da derrota para negociar as condições de paz impostas a Roma, deixando a negociação a cargo dos dois cônsules que as haviam aceitado, uma provocação que significava, de fato, o reinício dos combates. O objetivo era livrar a Apúlia dos samnitas. Porém, este fato é incerto, inclusive na época de Lívio, pois além da possibilidade de haver dois exércitos, cada um sob o comando de um cônsul, é possível que Lúcio Cornélio Lêntulo tenha sido nomeado ditador, tendo o próprio Lúcio Papírio como seu mestre da cavalaria (magister equitum).
É certo, porém que, enquanto Públílio permaneceu em Sâmnio para enfrentar o exército samnita, Lúcio Papírio foi para Lucéria, a base de Caio Pôncio e onde estavam reféns os cavaleiros romanos desde a derrota em Forcas Caudinas. O exército romano se reuniu em Argos Hippium, perto de Lucéria, sem encontrar resistência dos habitantes locais, que há muito tempo vinham sendo assediados pelos samnitas, e ali montaram a base de operações para os ataques aos samnitas.
Ali, Lúcio Papírio se viu cercado pelo samnitas, que cortaram todas as suas linhas de suprimentos e teria sido derrotado se não fosse intervenção de Quinto Publílio, que havia derrotado os samnitas numa batalha perto de Cáudio O cerco de Lucéria ficou muito mais eficaz e os samnitas foram obrigados a aceitar um confronto em campo aberto, apesar de uma tentativa dos tarentinos de evitar o confronto. Os romanos venceram o combate e, pesando nos seiscentos cavaleiros ainda reféns dos samnitas em Lucéria, massacraram todos os inimigos derrotados na batalha.
Retomado o cerco, finalmente os samnitas, exauridos pela fome e pelas dificuldades do cerco, se renderam aos romanos, que, além do saque, exigiram que os 7 000 guerreiros samnitas, incluindo o comandante, Caio Pôncio, fossem humilhados pelo exército romano:
| “ | Com relação aos soldados, ele os fez passar sob a canga com apenas uma peça de roupa, mais para vingar a humilhação anterior do que para infligir uma nova. Não foi recusada nenhuma condição. Passaram sob a canga os 7 000 soldados, enquanto de Lucéria foi cobrado um enorme espólio. Todas as insígnias e armas perdidas em Caudio foram apreendidas e, — alegria maior que qualquer outra — foram recuperados os cavaleiros entregues aos samnitas que estavam presos em Lucéria como garantia de paz. Com esta repentina inversão da situação, nenhuma vitória do povo romano foi mais esplêndida e, ainda mais se for verdade o que encontrei em algumas crônicas, que Pôncio, filho de Herênio, comandante dos samnitas, passou também sob a canga com os demais para expiar a humilhação infligida aos cônsules. | ” |
|   | — Lívio, Ab Urbe condita IX, 15. |   |

Por esta vitória, Lúcio Papírio realizou um triunfo quando voltou a Roma.

## Quarto consulado (315 a.C.)
Em 315 a.C., foi eleito novamente, mais uma vez com Lúcio Papírio Cursor Os dois cônsules permaneceram em Roma enquanto a campanha contra os samnitas era liderada pelo ditador Quinto Fábio Máximo Ruliano.